# Xinmiao, Chongqing
Xinmiao (kinesiska: 新妙) är en köping i sydvästra Kina. Den ligger i stadsdistriktet Fuling i storstadsområdet Chongqing, omkring 47 kilometer öster om det centrala stadsdistriktet Yuzhong. Antalet invånare är 34 299. Befolkningen består av 16 788 kvinnor och 17 511 män. Barn under 15 år utgör 13,0 %, vuxna 15-64 år 70 %, och äldre över 65 år 16,0 %.